# Evolution Tower (Panama)
L'Evolution Tower est un gratte-ciel de 218 mètres construit en 2017 dans la ville de Panama au Panama. 